# Teatro Colosseo
Il Teatro Colosseo è fra i più recenti teatri sorti a Torino, nel quartiere San Salvario, a due passi dal Parco del Valentino e dal suo Castello.
Con una capienza massima di 1.503 persone, è compreso nella struttura di un condominio di Via Madama Cristina a cui si accede da un ingresso posto sull'angolo della via. L'interno è dotato di un'elegante sala con poltrone in velluto rosso, suddivisa in due settori, Platea e Galleria. Da circa trent'anni ospita rappresentazioni teatrali, conferenze e anche numerosi concerti di rilievo nazionale e internazionale. Il Teatro Colosseo è infatti uno dei palchi maggiormente frequentati dai cantautori italiani e internazionali, che inseriscono il teatro torinese come tappa obbligata delle loro tournée invernali. 
Per molti anni la dama di Uomini e donne Gemma Galgani fu la direttrice di sala di questo teatro.